# Hans Oprecht
Hans Oprecht (* 19. Juli 1894 in Muri bei Bern; † 21. Juni 1978 in Embrach) war ein Schweizer Politiker (SP) und Gewerkschafter.

## Biographie
Hans Oprecht stammte aus einfachen Verhältnissen. Sein Vater war zuerst Stationsgehilfe, später Steuerbeamter der Stadt Zürich. Er wuchs in Zürich auf und trat 1910 in das Lehrerseminar in Küsnacht ein, wo er bis 1914 zum Primarlehrer ausgebildet wurde. Während des Ersten Weltkrieges arbeitete er als Primarlehrer in Niederglatt und in der Stadt Zürich und begann ein Studium in Psychologie, Philosophie sowie Zivil- und Strafrecht an der Universität Zürich, das er 1918 mit dem Doktorat abschloss.
Nach seinem Studium trat Oprecht eine Stelle als Amtsvormund der Stadt Zürich an und engagierte sich in der Gewerkschaft der Staatsangestellten, dem Verband der Gemeinde- und Staatsarbeiter. Als Gewerkschafter stieg Oprecht zu einer der führenden Personen in der schweizerischen Arbeiterbewegung auf. Von 1921 bis 1931 amtierte er als Präsident des Verbands der Gemeinde- und Staatsarbeiter bzw. des Schweizerischen Verbands des Personals öffentlicher Dienste (VPOD) und arbeitete gleichzeitig ab 1926 im Verbandssekretariat. Nach dem Ende seines Präsidiums übernahm er die einflussreiche Funktion des geschäftsleitenden Sekretärs des VPOD (bis 1946). Parallel dazu war er von 1928 bis 1946 Mitglied im Bundeskomitee des Schweizerischen Gewerkschaftsbundes (SGB), dem zentralen Verband der schweizerischen Gewerkschaftsbewegung.
Neben seiner Tätigkeit in der Gewerkschaftsbewegung verfolgte Hans Oprecht auch eine politische Karriere in der Sozialdemokratischen Partei der Schweiz (SP). Zwischen 1925 und 1963 sass er für die SP im Nationalrat und war während des Krieges Mitglied in der Vollmachtenkommission. Innerhalb der SP vertrat Oprecht als Gewerkschafter einen reformorientierten Kurs und suchte die Kooperation mit Kräften der politischen Mitte. Er stand in Opposition zur klassenkämpferisch orientierten Führungsspitze der SP um Ernst Reinhard und Robert Grimm. Der Einfluss Oprechts innerhalb der SP stieg nach der Machtergreifung Hitlers in Deutschland, als er sich als Mitgründer und Vorstandsmitglied der Zeitung Die Nation in der antifaschistischen Sammlungsbewegung links der politischen Mitte engagierte («Front der Arbeit» unter der Führung von Andreas Gadient). In der parteiinternen Diskussion trat Oprecht mit Vehemenz für eine Abkehr von der Propagierung der Diktatur des Proletariats und für die Anerkennung der Landesverteidigung und des schweizerischen Wehrwesens ein, um so den Boden für die Integration der SP in das politische System der Schweiz zu ermöglichen.
Zusammen mit Max Weber prägte er die Diskussion um den «Plan der Arbeit», ein gewerkschaftliches Modell zur Überwindung der Wirtschaftskrise Mitte der 1930er Jahre. Weber lancierte später mit dem SGB in Konkurrenz zum Plan der Arbeit die sog. Kriseninitiative und drängte damit die SP und Oprechts Plan aus der öffentlichen Diskussion.
Nach 1935 traten die wachsenden Divergenzen in den Fragen der wirtschaftspolitischen Krisenbewältigung und der Haltung gegenüber der Armee zwischen den verschiedenen Flügeln und Richtungen innerhalb der SP immer offener zutage. Die Gewerkschaften erhöhten mit Max Webers Richtlinienbewegung den Druck auf die Parteileitung, die SP in eine Koalition mit linksbürgerlichen Kräften einzubringen. Zum Wendepunkt wurde 1936 die Debatte um einen 235-Millionen-Kredit für eine Erneuerung der Schweizer Armee, durch welche die SP gezwungen wurde, ihre ambivalente Haltung zur Armee aufzugeben. Der sog. «Parteitag der Wehrkredite» 1936 in Zürich brachte eine schwere Niederlage für die reformorientierten Kräfte, da die Delegierten der Parteileitung in ihrer kooperativen Haltung gegenüber der Armee nicht folgten. Als Folge dieses Entscheids trat die langjährige Parteiführung unter den Bernern Ernst Reinhard und Robert Grimm zurück, und der Vorort der Partei wurde nach Zürich verlegt, wo eine komplett erneuerte Parteileitung unter Hans Oprecht als Präsident zusammengestellt wurde.
Um den Zweiten Weltkrieg wurde Oprecht Informant des US-Auslandgeheimdienstes, des Office of Strategic Services (OSS), und erhielt die Agentennummer 487. Der Historiker Adrian Hänni geht davon aus, dass Oprecht die Amerikaner auch während der Verhandlungen des Abkommens über deutsche Vermögenswerte in der Schweiz mit wertvollen Informationen versorgte, welche er unter anderem vom damaligen SP-Bundesrat Ernst Nobs erhielt.
Oprecht führte die SP als Präsident bis 1952 durch den Krieg und trug wesentlich dazu bei, dass die Arbeiterbewegung in das schweizerische politische System der Konkordanz integriert werden konnte. Trotzdem unterlag er 1951 parteiintern bei der Nomination für die Nachfolge von Nobs seinem alten Konkurrenten und Mitstreiter Max Weber. Zusammen mit seinem Bruder Emil Oprecht war er eine der führenden Persönlichkeiten der antifaschistischen Bewegung in der Schweiz, engagierte sich für Flüchtlinge und Emigranten und war 1940 Mitgründer der «Aktion Nationaler Widerstand». 
Nach dem Zweiten Weltkrieg betrieb er den Wiederaufbau der Sozialistischen Internationale und betrieb seit 1957 in Zürich mit seiner Ehefrau eine Galerie.
1960 bis 1964 war er Präsident der Schweizerischen Radio- und Fernsehgesellschaft (SRG).

## Werke (Auswahl)
- Der Fall Oprecht. VPOD (Hrsg.), o. O. u. o. J. (1939).
- Der Zweite Weltkrieg und die Schweizerische Arbeiterschaft. Sozialdemokratische Partei der Schweiz (Hrsg.), Zürich 1941.